# Jozef Režucha
Jozef Režucha (13. březen 1929, Trnava – 15. červenec 1995, Trnava) byl slovenský filmový režisér, scenárista a herec. Jeho ústřední tvůrčí období je vymezeno 70. léty, v nichž natočil deset celovečerních filmů. Obecně nejuznávanějším je jeho film Dost dobří chlapi (1971).

## Život a dílo
Jozef Režucha byl již od raného dětství divadelním ochotníků, hercem i režisérem. Později přešel na dramatické konzervatoř v Bratislavě, kde vystudoval herectví. Po boku legendárních reportérů Imra Jenčo, Emila Trangela, Ruda Galla, Gaba Zelenaya zda Oskára Manu pracoval jako reportér Slovenského rozhlasu, kam nastoupil v roce 1950. Psal především humorné povídky a epigramy. Už od poloviny 50. let začíná pracovat v Slovenském filmu, kde vystřídal několik postů. Nejdříve byl asistentem režie, později pomocným a druhým režisérem. Spolupracoval se slovenskými tvůrci jako Paľo Bielik, Vladimír Bahna, Ján Lacko, Andrej Lettrich, Stanislav Barabáš či Štefan Uher. Jako asistent režie je zodpovědný za více než deset filmů, mezi nimi například i za Rohy (1955); Prověrku lásky (1956); Čtyřiačtyřicet (1957) či V hodině dvanácté (1958).
V roce 1970 mu vedení Slovenského filmu režijně svěřilo jeho první celovečerní film. Byla to moderní dětská pohádka Zločin slečny Bacilpýšky, ve které zatíná do lidské lhostejnosti a pohádkovou formou apeluje na rodičovské svědomí. Už během dokončovacích prací si v dramaturgyně plánu Ústřední dramaturgie slovenského filmu zvolil další předlohu pro natáčení. Literární podklad známého slovenského dramatika Jana Solovic, příběh řidičské party odehrávající se v současnosti, Dost dobří chlapi. Dobová kritika na filmu vysoce ohodnotila jasně pokrokově zaměřený příběh, hlavně jeho hrdinů, skromných, všedních lidí, partu řidiče nákladních aut. Film získal Hlavní cenu na XVIII. MFF v Karlových Varech 1972, Státní cenu SSR, První cenu na 10. FČSF v Plzni a také Cenu slovenské národní kinematografie za rok 1971. Od nejpalčivějším současnosti formování socialistického charakteru v Dost dobrých chlapech se Režuchova tvorba plynule posouvá až k dílům s povstaleckou tematikou.
V roce 1972 ještě natočil společensko-kritickou snímek Ty malé výlety. Scenárista Ladislav Luknár v ní ve svém námětu zkoumá dětství v krajních situacích, ve chvílích, kdy dítě vidí jak se mu odcizuje otec. V očích dítěte se začínají hroutit představy o mravním ideálu. Z hlediska citového a mentálního je to sonda do tabu světa dospělých. Řeřichu se pokusil poukázat na klasické pozůstatky měšťácké morálky, která ještě bují iv současníka. Je to zrcadlo nastavené člověku, ve kterém zdomácněl a zmechanizoval podvod. Snahou autorů nebylo zpracovat film jako tragédii nebo drama, ale spíše ve stylu jakéhosi trpkosmiešneho obrazu. Natáčení probíhalo v Bratislavě. Řeřichu tímto filmem navazuje na Solovičových hrdinů z filmu Dost dobří chlapi, na svou snahu objevovat v člověku lidskost a bojovat proti měšťáctví plodící lhostejnost.
Rok na to natáčí příběh ze života dnešních mladých lidí Den slunovratu. Za něj na FFM v Trutnově získal představitel Igora Emil Horváth ml. Malé zlaté slunce. Mapování odkazu SNP se odráží ve filmech Život na útěku (1975) a Jdi a neloučí se (1979). Život na útěku zobrazuje osudy slovenského národního hrdinu z národně období Ludvíka Kukorelliho. Jdi a neloučí se není chronologickým záznamem bojové činnosti čapajevovců na filmový pás, ba ani výpovědí o tom, jak žil a bojoval Kukorelli. Tvůrcům více šlo o to, aby na různých motivech a epizodách ukázali utrpení a hrdinství lidí, jejichž osudy se spojily. Proto i motiv lásky Julie měl divákovi říci, že válka je zlo, které ničí všechny lidské hodnoty, všechno drahé a blízké. V partyzánské brigádě Čapajev bojovali i sovětští velitelé z Kyjeva, proto ve filmu uvidíme i herce z tohoto města. Snímek byla vyznamenána Cenou Víta Nejedlého.
Pro Československou televizi natočil válečný příběh Ještě se nevracím (1975). Pokračoval komedií Pozor, jde Josefína (1976) vysmívající se vesnickým melouchářům. Filmem Do posledního dechu (1976) se opět vrátil do válečných let, které tematizoval ve svých některých předchozích dílech. Poslední film Přerušená hra (1979) zase představuje jakýsi návrat k jeho další tradiční tématu, kterým je dětství. Po ukončení své profesionální kariéry se v 80. letech Jozef Řežucha věnoval psaní článků do humoristického časopisu Roháč a do regionálního periodika Trnavský hlas.

## Režijní filmografie
- 1970 Zločin slečny Bacilpýšky
- 1971 Dost dobří chlapi
- 1972 Ty malé výlety
- 1973 Den slunovratu
- 1975 Život na útěku
- 1975 Ještě se nevracím
- 1976 Do posledního dechu
- 1976 Pozor, jde Jozefína!
- 1979 Jdi a neloučí se
- 1979 Přerušená hra